# تيري برادلي
تيري برادلي (بالإنجليزية: Terry Bradley)‏ هو رسام بريطاني، ولد في 1965.